# Nothing Left for Me
»Nothing Left for Me« je skladba in četrti single dua Maraaya iz leta 2016. Glasbo je napisal Raay, besedilo pa Marjetka Vovk.

## EMA 2016
27. februarja 2016 je skladba uradno izšla kot single, ko sta jo predstavila kot gosta na tekmovanju za predizbor evrovizije EMA 2016.

## Zasedba

### Produkcija
- Raay – glasba, aranžma, producent
- Marjetka Vovk – besedilo

### Studijska izvedba
- Marjetka Vovk – vokal
- Raay – glasbena spremljava

## Lestvice

### Tedenske lestvice
| Lestvica (2016)      | Najvišja uvrstitev |
| -------------------- | ------------------ |
| Slovenija (SloTop50) | 18                 |